# Norsewood
Norsewood is een kleine plaats in de regio Manawatu-Wanganui in Nieuw-Zeeland op het Noordereiland. Het ligt in het district Tararua en heeft ongeveer 330 inwoners.
Norsewood is door 372 Noorse en 11 Zweedse immigranten gesticht in 1872 20 kilometer ten noordoosten van de Deense nederzetting Dannevirke. Zij waren op 15 september van dat jaar per schip aangekomen in Napier. In 1880 zette een grote overstroming Norsewood bijna helemaal onder water, waardoor 170 mensen dakloos werden.
Norsewood ligt aan de Highway 2 en trekt veel toeristen. Het heeft een hotel dat plaats biedt aan 40 gasten, twee campings, een motelletje, een café-restaurant en een winkel met een hele schap Nederlandse producten als hagelslag, drop en kaas.
Een vissersboot, de Bindalsfareing, een gift van de Noorse regering, wordt tentoongesteld in een groot glazen aquarium.
Net als veel plaatsen in Nieuw-Zeeland heeft ook Norsewood een golfbaan.

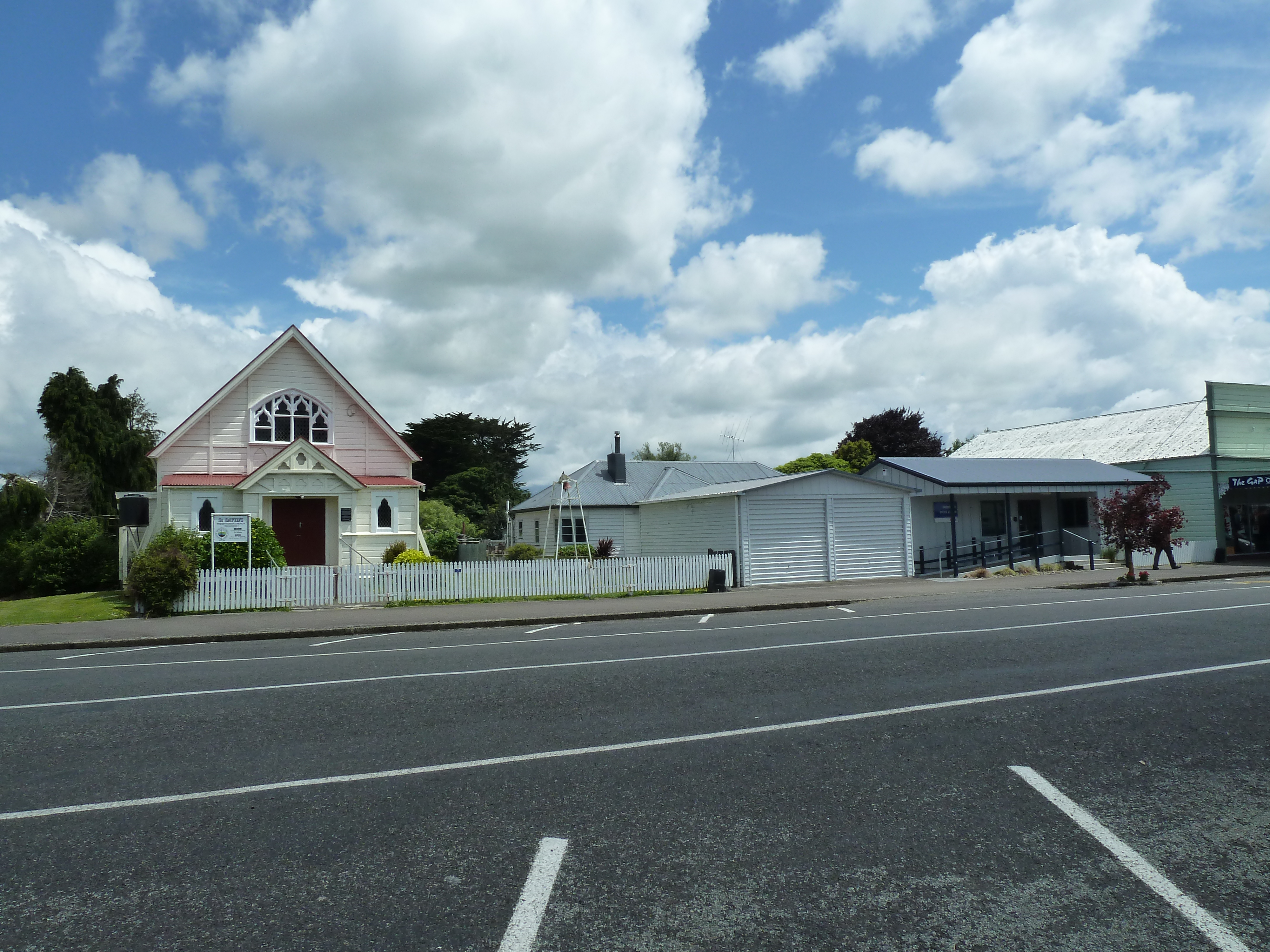
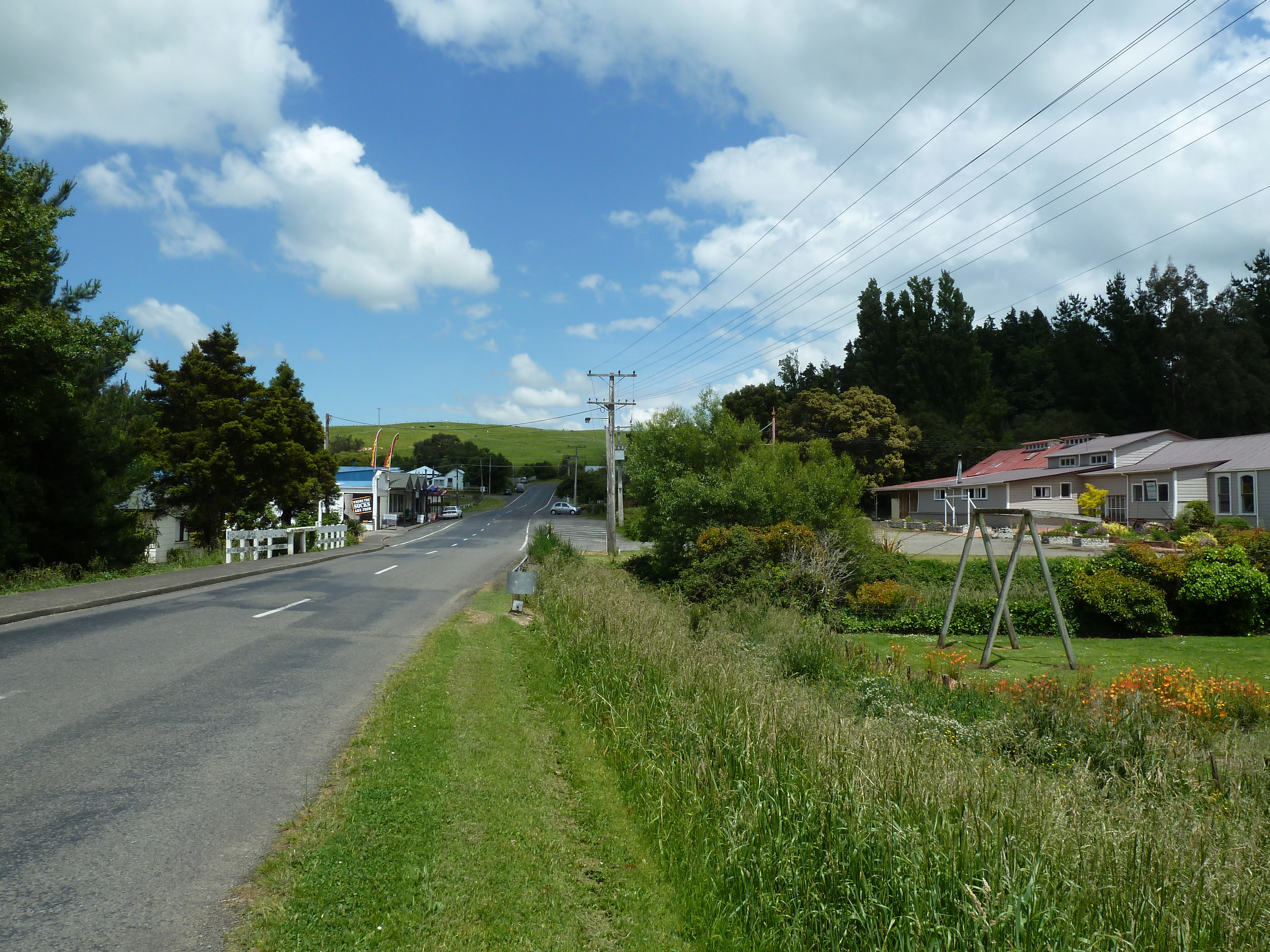